# Jamahl Mosley
Jamahl Mosley (Milwaukee, 6 de outubro de 1978) é um treinador norte-americano de basquete profissional que atualmente é o treinador principal do Orlando Magic da National Basketball Association (NBA).
Mosley começou sua carreira de técnico em 2005 como técnico de desenvolvimento de jogadores do Denver Nuggets. Ele foi promovido a assistente em 2007 e serviu na mesma função no Cleveland Cavaliers e  no Dallas Mavericks. Depois de sete anos com os Mavs, Mosley foi contratado como treinador principal do Orlando Magic em 2021.

## Carreira como jogador
Mosley jogou basquete universitário na Universidade do Colorado e foi eleito para a Terceira-Equipe da Big 12 em 2000. 
Ele começou sua carreira profissional no México com o Petroleros de Salamanca em 2001 antes de se juntar ao Victoria Titans da National Basketball League (NBL) e foi nomeado o Melhor Sexto-Homem da liga em 2002. Mosley assinou com o Baloncesto León em 2003 e jogou lá por uma temporada. Na temporada de 2004-05, ele jogou pelo  Korihait da Korisliiga e pelo Seoul Samsung Thunders da KBL, onde terminou sua carreira de jogador.

## Carreira como treinador
Mosley juntou-se ao Denver Nuggets como técnico de desenvolvimento de jogadores e olheiro em 2005. Ele foi promovido a treinador assistente em 2007. Mosley trabalhou como treinador assistente do Cleveland Cavaliers de 2010 a 2014. Ele se juntou ao Dallas Mavericks como treinador assistente em 2014. Mosley se tornou o coordenador defensivo dos Mavs em 2018 e foi responsável pelas estratégias defensivas da equipe.
Em 11 de julho de 2021, Mosley foi nomeado técnico do Orlando Magic.
Em 12 de março de 2024, Mosley concordou com uma extensão de 4 anos com o Magic.

## Estatísticas como treinador
| Time     | Ano      | Temporada regular | Temporada regular | Temporada regular | Temporada regular | Temporada regular     | Playoffs | Playoffs | Playoffs | Playoffs | Playoffs                  |
| Time     | Ano      | J                 | V                 | D                 | %                 | Classificação         | J        | V        | D        | %        | Resultado                 |
| -------- | -------- | ----------------- | ----------------- | ----------------- | ----------------- | --------------------- | -------- | -------- | -------- | -------- | ------------------------- |
| Orlando  | 2021–22  | 82                | 22                | 60                | .268              | 5º na Divisão Sudeste | —        | —        | —        | —        | Não foi aos playoffs      |
| Orlando  | 2022–23  | 82                | 34                | 48                | .415              | 4º na Divisão Sudeste | —        | —        | —        | —        | Não foi aos playoffs      |
| Orlando  | 2023–24  | 82                | 47                | 35                | .573              | 1º na Divisão Sudeste | 7        | 3        | 4        | .429     | Perdeu na Primeira Rodada |
| Carreira | Carreira | 246               | 103               | 143               | .418              |                       | 7        | 3        | 4        | .429     |                           |